# Nørre Boulevard (Skive)
 Nørre Boulevard  er en to-sporet motortrafikvej der går fra  Skive til Vester  Lyby og er en del af primærrute 26.
Vejen begynder ved Vestre Boulevard i Skive og føres derefter mod vest; den passerer nord om Skive Golfklub og føres derefter under Rudemøllevej, og forsætter derefter syd om landsbyen Øksenvad. Den passerer derefter Ejskærvej samt et erhvervsområde. 
Motortrafikvejen ender i en rundkørsel ved Vester Lyby og forsætter derefter videre som Brovej, som er en to-sporet motortrafikvej, der går videre imod Nykøbing Mors.
| Trafik | Spire Denne trafikartikel er en spire som bør udbygges. Du er velkommen til at hjælpe Wikipedia ved at udvide den. |

56°36′58″N 8°59′48″Ø / 56.6162°N 8.9967°Ø